# تشيما دي بياسكا
تشيما دي بياسكا (بالإنجليزية: Cima di Biasca)‏ هو أحد جبال سلسلة جبال الألب ليبونتيني وجزء من القمة الأم تورينت ألتو يقع في كانتون تيسينو, سويسرا. يبلغ ارتفاع الجبل حوالي 2574 متراً، بينما يبلغ ارتفاع نتوء الجبل 146 متراً.